# 芭蕾软鞋

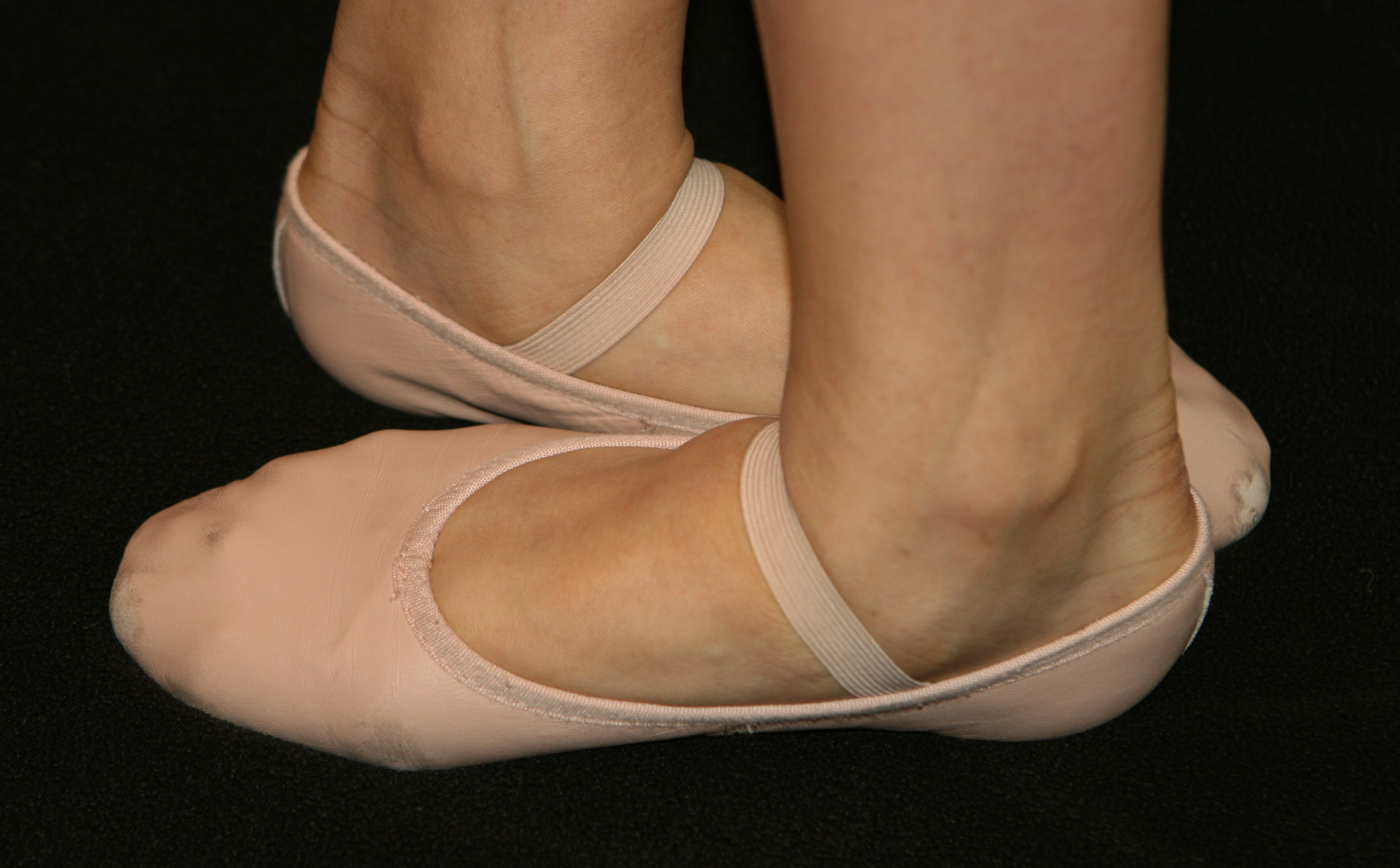
皮革制芭蕾软鞋。被拍摄者的动作为芭蕾舞中的脚位

芭蕾软鞋（ballet shoe或ballet slipper，亦称作猫爪鞋、练功鞋或舞蹈鞋）是专门设计用来在芭蕾舞中穿着的轻质软鞋。芭蕾软鞋的材质有软皮革、帆布、绸缎等，并且还有可弯曲的薄鞋底。女舞者較常穿着白色、粉色或肉色软鞋，而男舞者則较常穿着白色或黑色软鞋。淡色软鞋通常因颜色与肤色相近而在现代芭蕾中被男女芭蕾舞者穿着以達到赤足跳舞的視覺效果。
所有芭蕾舞者在主要的芭蕾训练课程中都穿着芭蕾软鞋。更高级的芭蕾女舞者可能在舞台表演时穿着芭蕾足尖鞋。
芭蕾软鞋必须非常贴合脚部，以保持安全性及灵活度。

## 構造
傳統的芭蕾軟鞋是皮革全底，但鞋底不會做滿到鞋的邊緣。現代發展出一種兩點式（split sole）鞋底，較有彈性且較為服貼腳底，也更能凸顯墊腳尖時的姿態。软鞋的材质有軟皮革，帆布，綢緞等。皮革製的鞋子較耐用。帆布鞋較便宜，但與一般皮革軟鞋比起來較容易磨損。綢緞製的軟鞋通常表演才會穿，這種鞋很容易就壞了。
鞋子以一條鬆緊帶或以兩條鬆緊帶交叉固定在腳背上。有些製造商在製造附有兩條鬆緊帶的鞋子時，會先固定好一端，將另一端留給消費者依照自己的腳形固定。

## 歷史
1682年才有女性跳芭蕾舞，已經是法王路易十四下令成立皇家舞蹈學校的二十年後。當時，標準的女性芭蕾舞鞋是有後跟的舞鞋。18世紀中期，巴黎歌劇院芭蕾舞團的瑪莉·卡馬戈（Marie Camargo，也叫拉卡馬戈，La Camargo） 是首位穿無跟舞鞋的女舞者。法國大革命之後，有跟的舞鞋就完全被淘汰了。

## 另見
- 足尖鞋
- 室内鞋
- 芭蕾平底鞋（類似芭蕾軟鞋的日用女鞋）